# Баого (Пекин)
Храм Баого (кит. упр. 保国寺, пиньинь Bǎoguósì, палл. Баого сы) — буддийский храм в Пекине в районе Сичэн, КНР. В настоящее время известен не столько как буддийский храм, сколько как рынок антиквариата.

## История
Монастырь был построен при династии Ляо в 1103 году. Во время империи Мин он был разрушен землетрясением, а позже восстановлен. В то время храм был местом приюта для членов императорской семьи. В период империи Цин на территории монастыря обустроили книжный и цветочный рынок. После провозглашения Китайской Народной Республики в 1949 году комплекс какое-то время пустовал, но затем снова на его площадях развернули торговлю. 
По состоянию на 2017 год храм частично сохранил своё сакральное значение, хотя в первую очередь остаётся известным в качестве одного из самых больших антикварных рынков Пекина. Два из трёх некогда храмовых залов были превращены в выставочные павильоны, также магазины появились в других строениях, расположенных на участке монастыря. В выходные дни на рынке появляются уличные торговцы, которые выставляют свою продукцию на раскладных столах и покрывалах, а в будни торговля ведётся менее оживлённо. На рынке можно найти различные сувениры: статуэтки, кухонную утварь, старинные музыкальные инструменты, каллиграфию; но в первую очередь рынок Баого специализируется на старинных книгах, монетах и бумажных деньгах, марках, значках и открытках.
В Китае есть другой храм Баого в провинции Чжэцзян.

## Галерея

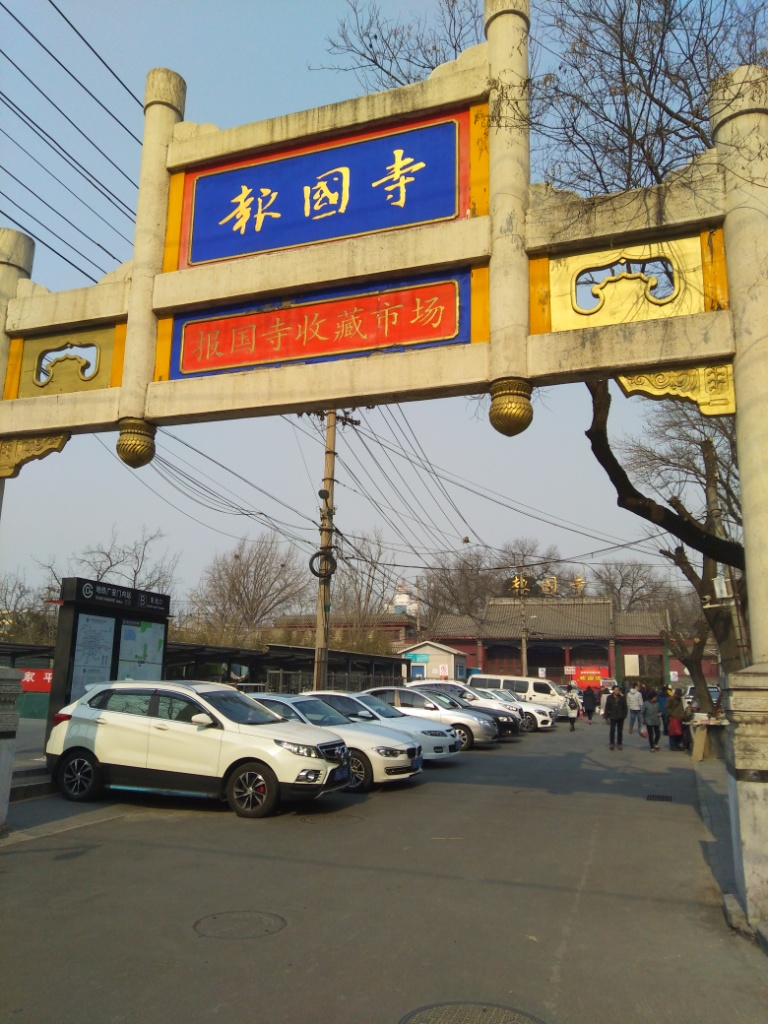
Врата перед входом в храм
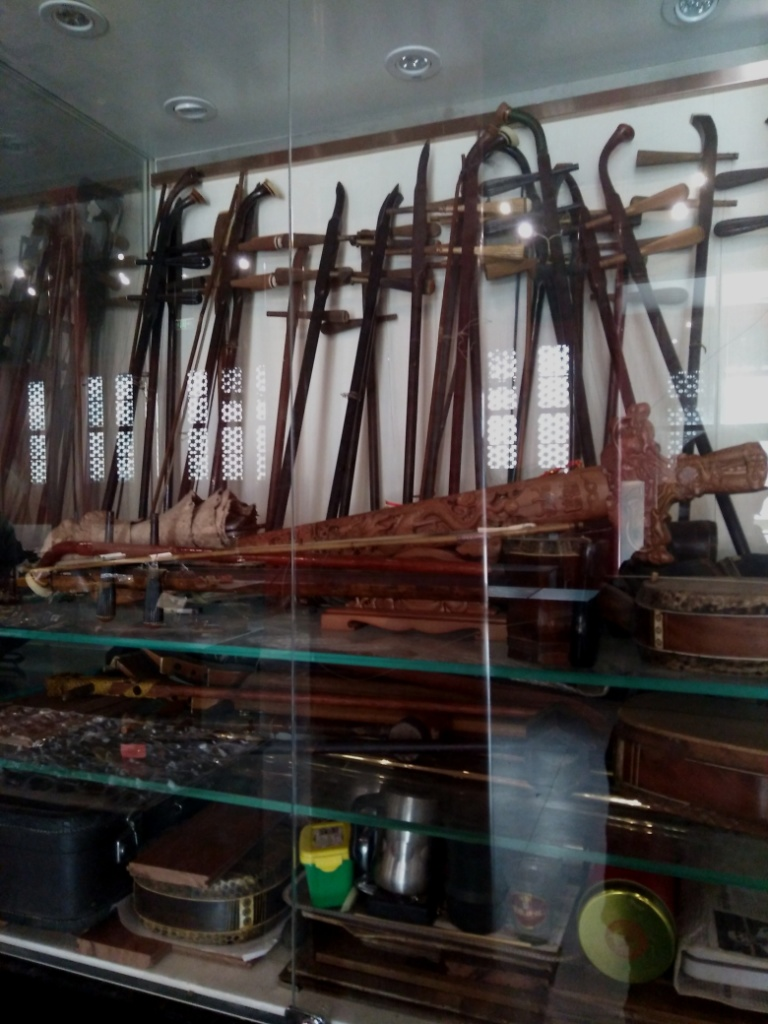
Старинные музыкальные инструменты
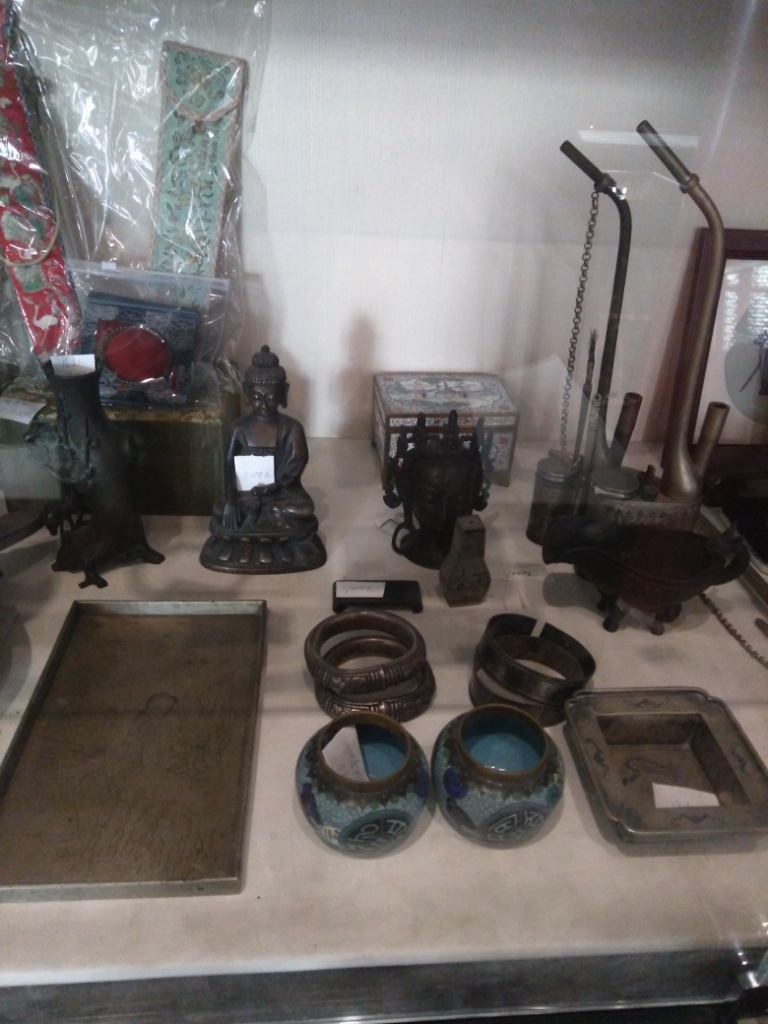
Сувениры на рынке Баого
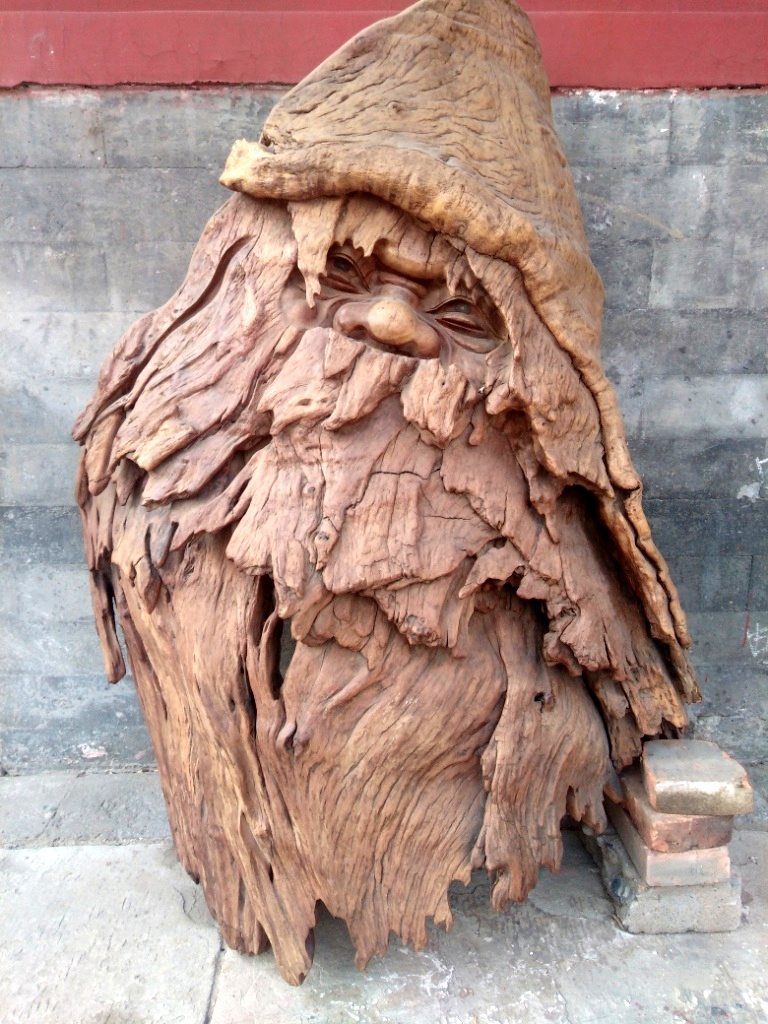
Деревянная голова на рынке Баого